# Fuchsgraben L 080
Der Fuchsgraben L 080 ist ein Meliorationsgraben und orographisch linker Zufluss der Teupitzer Gewässer auf der Gemarkung der
Stadt Teupitz im Landkreis Dahme-Spreewald in Brandenburg. Der Graben beginnt am westlichen Ufer des Tütschensees und fließt zunächst in westlicher Richtung. Anschließend schwenkt er in nordwestliche Richtung, unterquert die Tornower Straße und schwenkt anschließt in eine Niederungsfläche ein, die sich im nördlichen Teil des Naturschutzgebietes Mühlenfließ-Sägebach befindet. Dort entwässert er in die Teupitzer Gewässer, die wiederum in den Teupitzer See fließen.